# 王應辰 (嘉慶進士)
王应辰，字协三，号菆园，江苏江阴县人。清朝官员、诗人。

## 生平
嘉庆三年（1798年）戊午科举人，嘉庆六年（1801年）辛酉恩科进士。官四川新繁县知县。新番职缺以油水丰厚著称，王應辰却杜绝贿赂，不为上级和同官所喜。嘉慶十三年（1808年）冬，官员考绩，得罪总督，以其才力不足，命解职。王应辰闭门不出，拒绝交出官印。总督大怒，提兵将其逮捕下狱。其事上闻，朝廷拍御史核查，虽然将其放出，却以其犯疯病上奏了事。